# リードライナー
リードライナー は、広島（広島バスセンター） - 府中（中国バス府中営業所（目崎車庫）・道の駅びんご府中）を結ぶ高速バスである。
愛称名は、広島県東部を流れる一級河川、芦田川のアシ（英：Reed）に由来する。
席は全便定員制であり予約不要。

## 歴史
- 1995年4月26日 広島交通・中国バスの2社により広島バスセンター - 平成大学間で運行開始。当初は1日10往復であった。
- 1995年12月21日 神辺（旧神辺サティ前＝現在はパチンコ店。福山市神辺支所に隣接）まで延長し、井笠鉄道(当時)が参入。1日13往復に増便。
- その後、1日16往復に増便。
- 2003年2月1日 飲み物・おしぼりなどのサービスを廃止。
- 2006年12月22日 旧・中国バスの事業廃止により、同社担当便を新・中国バス（両備バスの100%子会社）に移管。
- 2008年4月1日 神辺 - 平成大学間を廃止、あわせて、中国中央病院に新規に乗り入れ。
- 2010年9月1日 中国中央病院停留所を廃止。再び開業当初の路線になる。
- 2012年10月31日 この日を以て、井笠鉄道がバス事業廃止により撤退。中国バス・井笠バスカンパニー（中国バスの社内カンパニー。2013年4月1日より井笠バス福山カンパニー）福山東営業所が承継。
- 2013年10月1日、中国バス・井笠バス福山カンパニーが全額出資子会社「井笠バスカンパニー」に移管されたことから、中国バス担当便は同社本体による運行に一本化。
- 2016年11月14日、同年10月22日に開設された道の駅びんご府中に停車開始。これにより府中市役所前（天満屋前）停留所は廃止。
- 2021年4月1日、中国バス平成車庫（現在は両備バス広島営業所。福山平成大学に隣接）の廃止に伴い、道の駅びんご府中 - 平成大学間廃止。[1]

## 運行会社
- 広島交通
  - 2024年7月1日〜9月15日は広交観光が運行。
- 中国バス

## 停車停留所
クローズドドアシステムを採用しているため＜停留所 - 停留所＞でくくった中は府中・平成大学行きでは広島側は乗車のみ・府中側は下車のみ、広島行きでは広島側は下車のみ・府中側は乗車のみ可能である。
- 主要バス停のみ記す（カッコ内は同位置の一般路線バス・乗合タクシーの停留所名）

＜広島バスセンター - 不動院 - 中筋駅 - 高坂BS＞ - 三原久井（山口橋） - クロスロードみつぎ - ＜中国バス府中営業所（目崎車庫） - 道の駅びんご府中＞
- 夏季に、三郎の滝入口停留所が開設されることがある。
- クロスロードみつぎ開設前は、御調高校前バス停に停車していた。
- 道の駅びんご府中開設前は、府中市役所前（天満屋前）バス停に停車していた。
- 高坂BS（高坂PAに併設）でエアポートリムジン（広島空港 - 福山駅前）と乗り継ぎが可能。
- 広島～三原久井間は、ピースライナーと乗車券・回数券・定期券の共通利用が可能である。但し両者の三原久井バス停は少し離れた位置にあるため利用には注意が必要である（リードライナーは八幡町民タクシー「さくら号」の山口橋バス停（国道486号）、ピースライナーは専用バス停（国道486号（広島県道25号三原東城線重用）））。
- 2020年以降は新型コロナウイルス感染状況により運休する場合があり、その間は一般道区間の一部で代替路線バスを運行することがあり、ホームページ上で運行期間と区間が告知される。

## 車内設備
- 4列シート
- トイレ（ない場合あり）